# 温德米尔 (北达科他州)
温德米尔（英語：Wyndmere），是美国北达科他州下属的一座城市。根据2010年美国人口普查，该市有人口429人。2011年估计该市有人口427人，相对于2010年，增长率为0.47%。